# Subfossiel

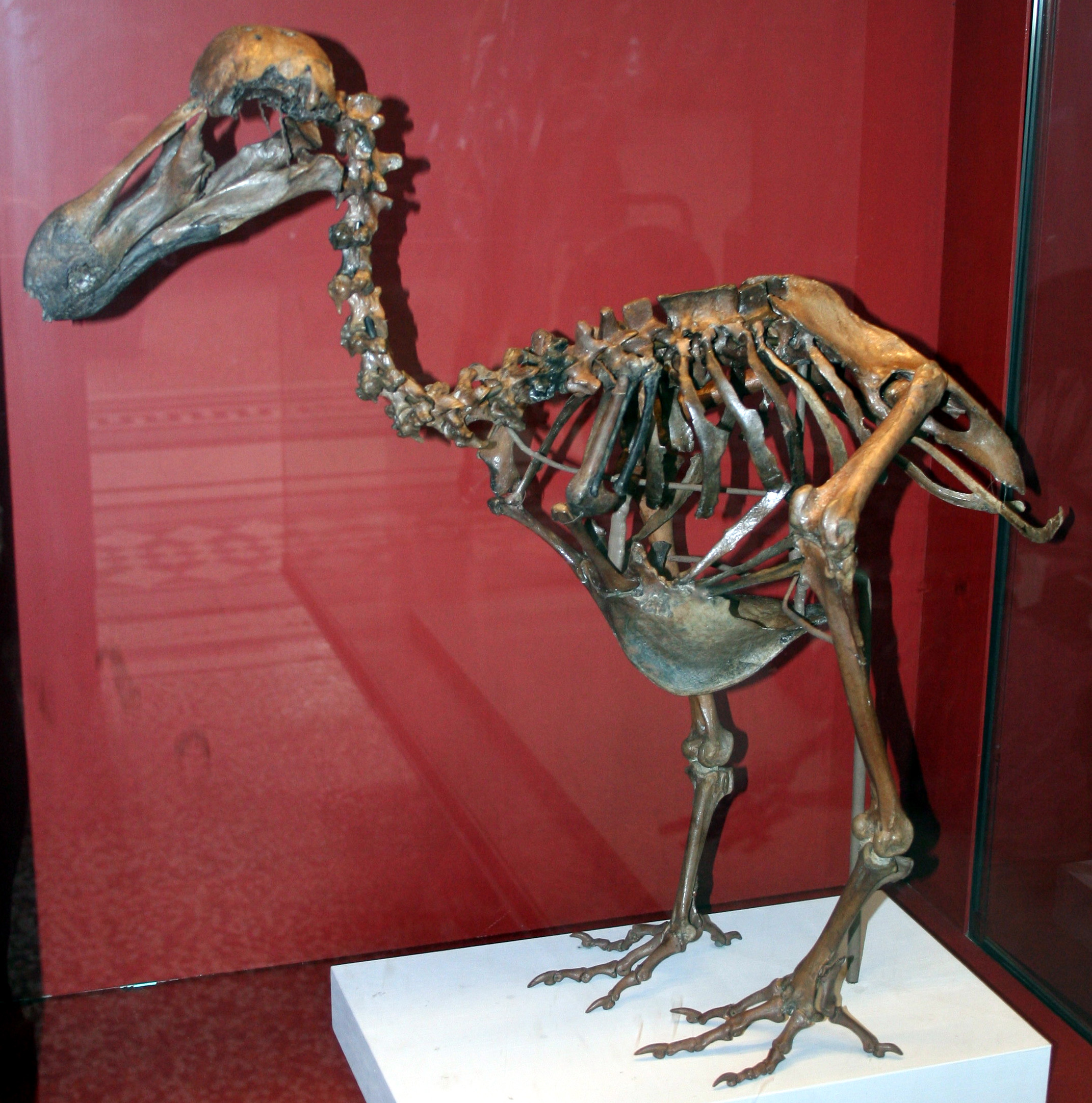
Een subfossiel dodo-skelet

Een subfossiel is een onderdeel van een dood organisme dat slechts gedeeltelijk gefossiliseerd is. Gedeeltelijke fossilisatie kan aanwezig zijn omdat er niet genoeg tijd is verstreken sinds het dier stierf om volledig gefossiliseerd te worden, of omdat de omstandigheden waarin het dier stierf niet optimaal waren voor volledige fossilisatie.
Niet-fossiele of gedeeltelijk gefossiliseerde overblijfselen kunnen botten, exoskeletten, nesten, poot- of huidafdrukken, of coproliet omvatten. Subfossielen van gewervelde dieren worden vaak gevonden in grotten of andere schuilplaatsen, waar de overblijfselen duizenden jaren bewaard zijn gebleven. Het belangrijkste belang van deze overblijfselen van gewervelde subfossielen (versus volledig gefossiliseerde overblijfselen) is dat ze organisch materiaal bevatten dat kan worden gebruikt voor koolstofdatering of voor de extractie en sequentiebepaling van DNA, eiwitten, of andere biomoleculen. Bovendien kunnen isotopenverhoudingen informatie geven over de ecologische omstandigheden waaronder uitgestorven dieren leefden. Subfossielen zijn nuttig voor het bestuderen van de evolutionaire geschiedenis van een omgeving en kunnen belangrijk zijn voor studies in paleoklimatologie.
Subfossielen worden ook vaak aangetroffen in afzettingsmilieus, zoals sedimenten in meren, oceanen, en bodems. Eenmaal afgezet kan fysieke en chemische verwering de staat van bewaring veranderen, en kleine subfossielen kunnen ook door levende organismen worden ingenomen of beschadigd. Subfossiele overblijfselen die dateren uit het Mesozoïcum zijn uitzonderlijk zeldzaam, bevinden zich meestal in een vergevorderde staat van verval en worden daarom veel betwist. Het overgrote deel van het subfossiele materiaal is afkomstig uit Kwartaire sedimenten.
Voor overblijfselen zoals schelpen wordt het label "subfossiel" toegepast als er wordt aangenomen dat ze duizenden jaren oud zijn, maar niet oud genoeg zijn om uit het Pleistoceen te komen.